# Saison 2015 des White Sox de Chicago
La saison 2015 des White Sox de Chicago est la 115e saison en Ligue majeure de baseball pour cette franchise. 
Malgré trois victoires de plus qu'en 2014, les White Sox stagnent en 2015 au quatrième rang de la division Centrale de la Ligue américaine et terminent l'année avec 76 victoires et 86 défaites, leur troisième saison perdante de suite.

## Contexte
Malgré l'entrée de José Abreu, voté recrue de l'année de la Ligue américaine, et une autre excellente saison de leur as lanceur Chris Sale, les White Sox connaissent en 2014 une seconde saison perdante consécutive. Ils terminent au 4e rang de la division Centrale  avec 73 victoires et 89 défaites, ce qui représente tout de même 10 victoires de plus qu'en 2013.

## Intersaison
Les White Sox sont très actifs sur le marché des agents libres en préparation de leur saison 2015. Le 18 novembre 2014, ils mettent sous contrat le releveur gaucher Zach Duke, anciennement des Brewers de Milwaukee, pour 3 saisons. Le 25 novembre, ils offrent un contrat de deux ans à l'ancien premier but des Nationals de Washington Adam LaRoche. Le 10 décembre, le lanceur de relève droitier David Robertson quitte les Yankees de New York et accepte le contrat de 46 millions de dollars pour 4 ans proposé par les White Sox. Le 16 décembre suivant, le voltigeur Melky Cabrera est soutiré aux Blue Jays de Toronto pour 42 millions de dollars pour 3 ans.
Le 9 décembre, les White Sox obtiennent les lanceurs droitiers Jeff Samardzija et Michael Ynoa des A's d'Oakland en retour du lanceur droitier Chris Bassitt, du receveur Josh Phegley, du joueur de premier but Rangel Ravelo et de l'arrêt-court Marcus Semien.
Le 11 décembre 2014, le lanceur droitier André Rienzo est transféré aux Marlins de Miami pour le lanceur de relève gaucher Dan Jennings.
Le 8 janvier 2015, les White Sox mettent sous contrat pour un an le joueur d'utilité Emilio Bonifacio.
Le 4 février 2015, les White Sox libèrent le voltigeur Dayán Viciedo, auteur de 60 circuits pour Chicago dans les 3 saisons précédentes.

## Calendrier pré-saison
L'entraînement de printemps 2015 des White Sox se déroule du 4 mars au 3 avril.

## Saison régulière
La saison régulière de 162 matchs des White Sox débute le 6 avril par une visite aux Royals de Kansas City et se termine le 4 octobre suivant. Le match d'ouverture local au U.S. Cellular Field de Chicago est joué le 10 avril contre les Twins du Minnesota.

### Classement
| Ligue américaine division Centrale | V  | D  | %    | Diff. | Diff. (séries) |
| ---------------------------------- | -- | -- | ---- | ----- | -------------- |
| Royals de Kansas City              | 95 | 67 | ,586 | -     | -              |
| Twins du Minnesota                 | 83 | 79 | ,512 | 12    | 3              |
| Indians de Cleveland               | 81 | 80 | ,503 | 13½   | 4½             |
| White Sox de Chicago               | 76 | 86 | ,469 | 19    | 10             |
| Tigers de Détroit                  | 74 | 87 | ,460 | 20½   | 11½            |

### Avril
- 25 avril : À la suite d'une bagarre générale survenue le 23 avril lors de la visite des Royals de Kansas City, la MLB suspend Chris Sale et Jeff Samardzija des White Sox pour 5 matchs chacun, alors que 4 joueurs des Royals écopent d'un total de 16 matchs de suspension[13].
- 29 avril : Les White Sox s'inclinent 8-2 face aux Orioles de Baltimore au Camden Yards[14] dans un match sans spectateurs, une première dans l'histoire du baseball majeur[15]. Après avoir reporté à une date ultérieure les matchs prévus les deux soirs précédents, la ligue a en effet permis de jouer la 3e rencontre mais a interdit l'accès du public au stade, en raison des émeutes de Baltimore[16].

### Mai
- 23 mai : Lors d'une cérémonie à Chicago, les White Sox retirent le numéro 14 porté par leur ancien joueur vedette Paul Konerko de 1999 à 2014[17].

### Juin
- 30 juin : Le lanceur des White Sox, Chris Sale, réussit au moins 10 retraits sur des prises lors d'un 8e départ consécutif, devenant le second joueur de l'histoire des majeures à réaliser une telle performance après Pedro Martínez en 1999 pour Boston[18].

### Juillet
- 2 juillet : Chris Sale des White Sox est nommé meilleur lanceur du mois de juin 2015 dans la Ligue américaine après avoir réussi 75 retraits sur des prises en 44 manches et un tiers lancées durant la période, le plus haut total en un mois depuis les 87 de Nolan Ryan pour les Angels de la Californie en juin 1977[19].

### Octobre
- 2 octobre : Chris Sale complète 2015 avec 270 retraits sur des prises, plus que tout autre lanceur dans l'histoire des White Sox. Il atteint ce total en 203 manches lancées au total et abat l'ancienne marque d'équipe de 269 réussis sur 464 manches par Ed Walsh en 1908[20].

## Affiliations en ligues mineures
| Niveau            | Équipe                     | Ligue                   |
| ----------------- | -------------------------- | ----------------------- |
| AAA               | Knights de Charlotte       | Ligue internationale    |
| AA                | Barons de Birmingham       | Southern League         |
| A-Advanced        | Dash de Winston-Salem      | Carolina League         |
| A                 | Intimidators de Kannapolis | South Atlantic League   |
| Ligue des recrues | Voyagers de Great Falls    | Pioneer League          |
| Ligue des recrues | DSL White Sox              | Dominican Summer League |